# Fort d'Amber
Le fort d'Amber (en hindi : आमेर क़िला ou fort Amer pour les anglophones) se trouve à Amber, ville d'une superficie de 4 km2, située à 11 km de Jaipur, dans l'État du Rajasthan, en Inde. Le fort qui domine Jaipur du haut d'une colline, est la principale attraction touristique de la zone,. La ville d'Amber a été à l'origine construite par Meenas et plus tard développée par le Raja Man Singh I.
Le fort d'Amber est connu pour ses éléments caractéristiques de l'art hindou. Avec ses grands remparts et toute une série de portes et de chemins pavés, le fort surplombe le lac Maota, principale source d'alimentation en eau du site,.
Le fort d'Amber est aussi connu sous le nom de palais d'Amber (en anglais : Amer Palace) car il englobe ce qui a été la résidence des maharajas Rajput et de leurs familles durant des siècles. 
Le fort est, avec deux autres forteresses, situé sur la Cheel ka Teela (Colline des Aigles) qui fait partie  de la chaîne de collines des Aravalli. Les forts d'Amber, de Jaigarh (au Nord) et de Nahargarh (au Sud) sont considérés comme un seul complexe, car reliés par un réseau étendu de murailles et d'ouvrages fortifiés. En cas de menace, un passage souterrain a été prévu pour permettre aux membres de la famille royale de passer du fort d'Amber au Fort Jaigarh, bien plus redoutable et qui contient même une fonderie de canons.
Selon le surintendant du département de l'Archéologie et des Musées, le palais a reçu en 2007, jusqu'à 5 000 visiteurs par jour et au total 1,4 million.
Lors de la 37e session du comité du Patrimoine Mondial qui s'est tenue en 2013 à Phnom Penh, au Cambodge, le fort d'Amber, avec cinq autres forts du Rajasthan (Chittorgarh, Gagron, Jaisalmer, Kumbhalgarh et Fort de Ranthambore), a été déclaré au Patrimoine mondial comme faisant partie du groupe des "Forts de colline du Rajasthan".

## Étymologie
Amber (ou Amer), tire son nom du temple Ambikeshwar érigé au sommet de la Cheel ka Teela. Ambikashwara est un nom local pour le dieu Shiva. Cependant, le folklore local suggère que le fort tire son nom de l'Amba Durga, l'une des principales divinités du panthéon hindou.

## Histoire

### Histoire ancienne

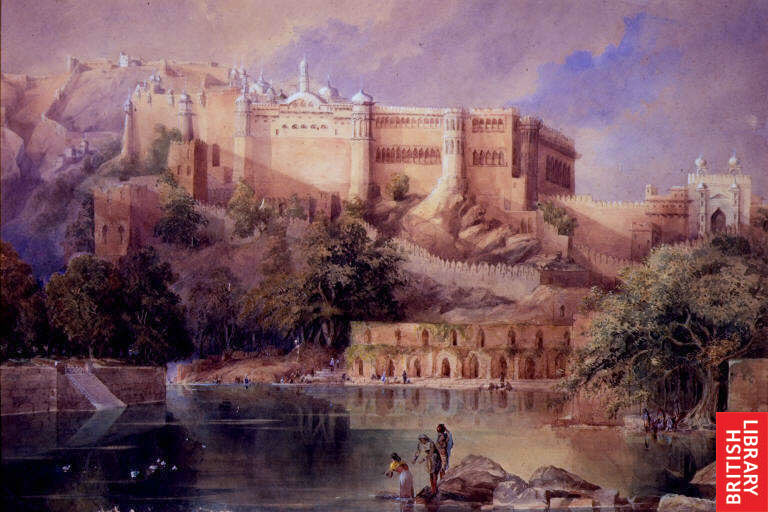
Une vue sur le fort d'Amber, dans le Rajasthan, une aquarelle de William Simpson, c.1860

Avant d'être le territoire du clan Kachwaha, jusqu'au XIe siècle le fort était un petit ouvrage construit par la dynastie Meenas dans la ville d'Amber. Le fort actuel est censé avoir été construit par Raja Man Singh sur les vestiges de cette ancienne structure,. Ensuite, le site a été entièrement remanié par son descendant, Jai Singh I. La forteresse a bénéficié d'améliorations et d'ajouts par les dirigeants successifs tout au long des 150 années suivantes, jusqu'à ce que les Kachwahas transfèrent leur capitale à Jaipur, à l'époque de Sawai Jai Singh II en 1727.

### Conquête du fort d'Amber par les Kachwahas
Selon le lieutenant-colonel James Tod, cette région appelée Khogong fut conquise par traîtrise par le clan Rajput Kachwaha. D'après cet officier anglais en Inde, historien et géographe amateur, le raja Meena Ralun Singh aussi connu comme Alan Singh Chanda de Khogong, avait par bonté, adopté une femme Rajput et son enfant qui s'étaient réfugiés dans son royaume. Plus tard, le raja Meena envoyât l'enfant nommé Dhola Rae, à Delhi pour représenter le royaume Meena. Les Rajput, en guise de remerciement, revinrent massacrer le peuple de Meena désarmé pendant la célébration de Pitra Trapan. Cette action des Rajputs-Kachwahas a été qualifié comme l'acte le plus lâche et honteux de l'histoire du Rajasthan, car jadis il était de tradition dans le pays Khogong d'être sans arme lors de cette fête. 
Les premiers édifices Rajput furent érigés sous le règne du raja Kakil Dev lorsqu'Amber est devenue sa capitale en 1036. C'était sur le site actuel du fort Jaigarh. Beaucoup de bâtiments actuels furent ajoutés à ceux de la période médiévale qui furent détruits ou agrandis pendant le règne de Raja Man Singh I dans les années 1600. Parmi ceux-ci, le Diwan-i-Khas du Palais d'Amber et la Porte de Ganesh minutieusement décorée à la demande de Mirza Raja Jai Singh I.
Amber nommé Dhundar à l'époque médiévale, a été gouverné par les Kachwahas à partir du XIe siècle et jusqu'à ce que la capitale soit déplacée à Jaipur. L'histoire d'Amber est étroitement liée à celle de ce clan.

## Le palais d'Amber

### Histoire
L'actuel palais d'Amber, a été créé à la fin du XVIe siècle, la résidence des souverains de l'époque étant devenue trop exiguë. Cet ancien palais - appelé Kadimi Mahal - qui se trouvait alors dans la vallée, est considéré comme le plus ancien subsistant en Inde.
Le palais a été la résidence des maharajas Rajput et de leurs familles. À l'entrée du palais, près de la porte de Ganesh, un temple est dédié à la Sila Devi, la déesse du culte de Chaitanya qui célèbre la victoire du raja Man Singh sur le raja de Jessore au Bengale en 1604 (Jessore est aujourd'hui au Bangladesh),.
Bien que datant du XVIe siècle l'impressionnant ensemble d'édifices que forme Fort Amber et le complexe des palais construits en son sein sous les maharajas Rajputs, est très bien conservé.

### Description
Construit de grès rouge et de marbre, ce superbe et somptueux ensemble de palais s'étale sur quatre niveaux, chacun avec son enceinte et sa propre porte d'entrée. 
Il se compose du Diwan-i-Aam ou "Salle des audiences publiques", du Diwan-i-Khas ou "Salle des audiences privées", du Sheesh Mahal (palais des miroirs) ou Jai Mandir et de la Sukh Niwas où la fraîcheur est artificiellement maintenue par les souffles d'air qui passent au-dessus d'une cascade d'eau à l'intérieur du palais.
Les bâtiments du palais sont inclus dans un ensemble rectangulaire orienté Nord-Est/Sud-Ouest qui mesure environ 400 m par 110 m.

#### Première enceinte
L'entrée principale fait face au sud-est, vers le soleil levant, d'où le nom de "Porte du Soleil" (Suraj Pole). Elle ouvre sur la plus grande cour appelée Jaleb (ou Jalebi) Chowk, une expression arabe qui signifie à peu près là ou les soldats se rassemblent. Cette esplanade rectangulaire, situé au Nord était la place d'armes où les troupes célébraient leurs victoires au retour des batailles par des défilés devant la famille royale, les femmes de la Cour n'ayant le droit de regarder qu'à travers des fenêtres grillagées. C'est par cette porte que pénétraient les escortes royales et les cortèges des dignitaires. C'est l'une des quatre cours du palais d'Amber construites au cours du règne de Sawai Jai Singh. 
La garde personnelle du maharadja défilait ici, sous les ordres du commandant de l'armée ou Fauj Bakshi, inspectée par le Maharaja en personne. Les écuries sont adjacentes à la place d'arme sur le côté Nord. Au-dessus se trouvent les casernements des gardes. Aujourd'hui, les touristes arrivent pour la plupart sur cette place à dos d'éléphant. 

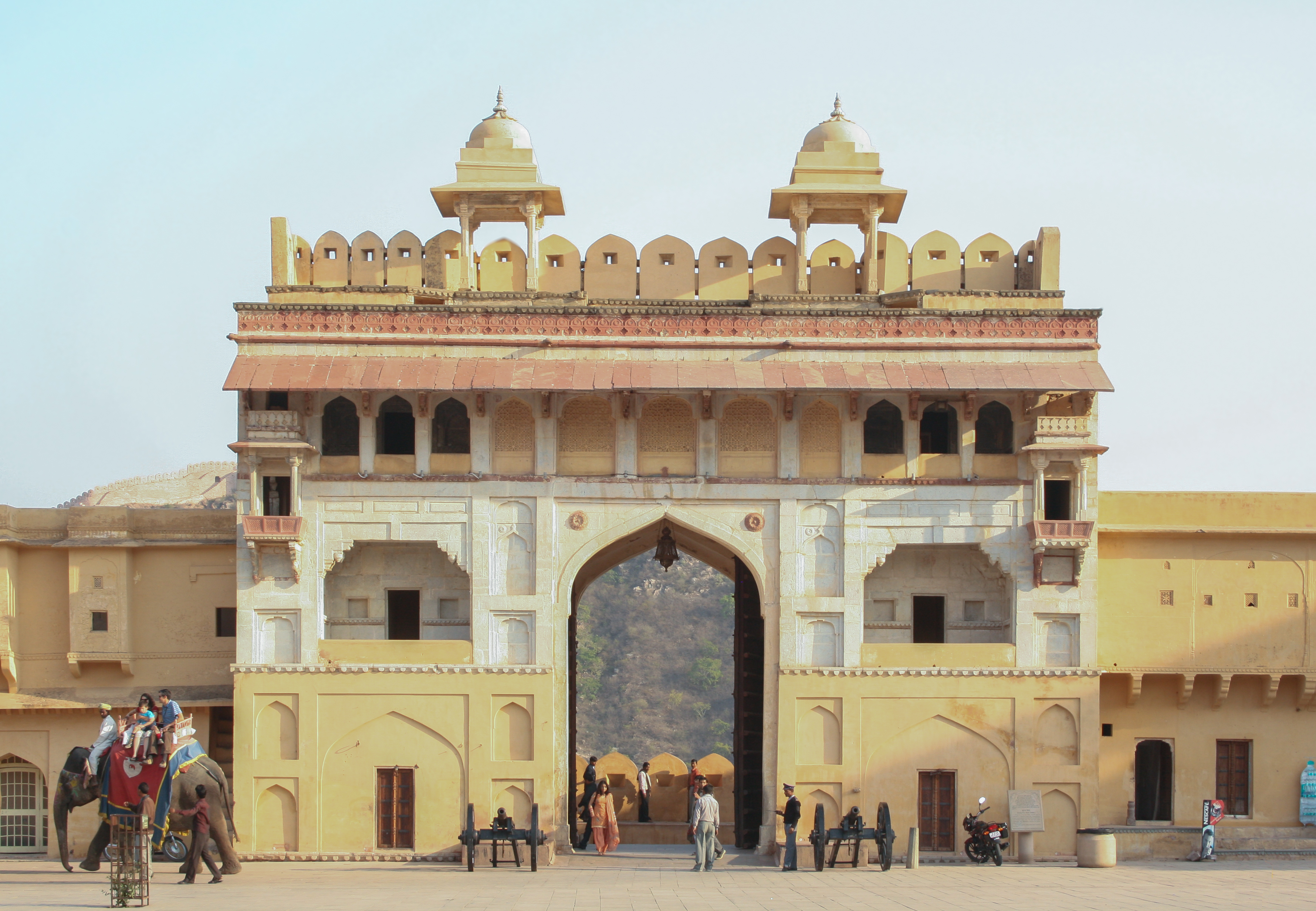
La porte du Soleil, entrée du fort vue depuis la cour principale.
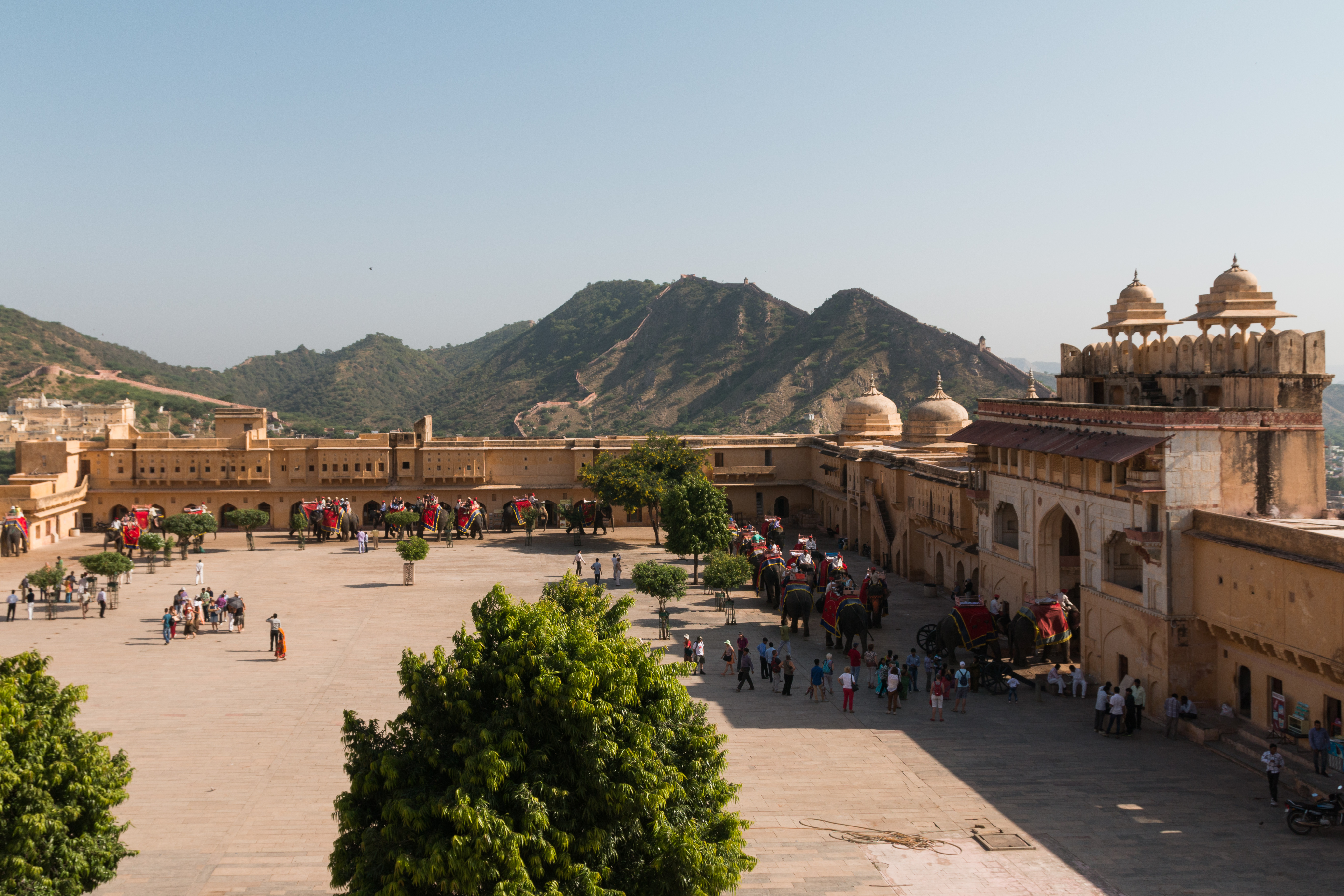
Défilé des éléphants devant les écuries.
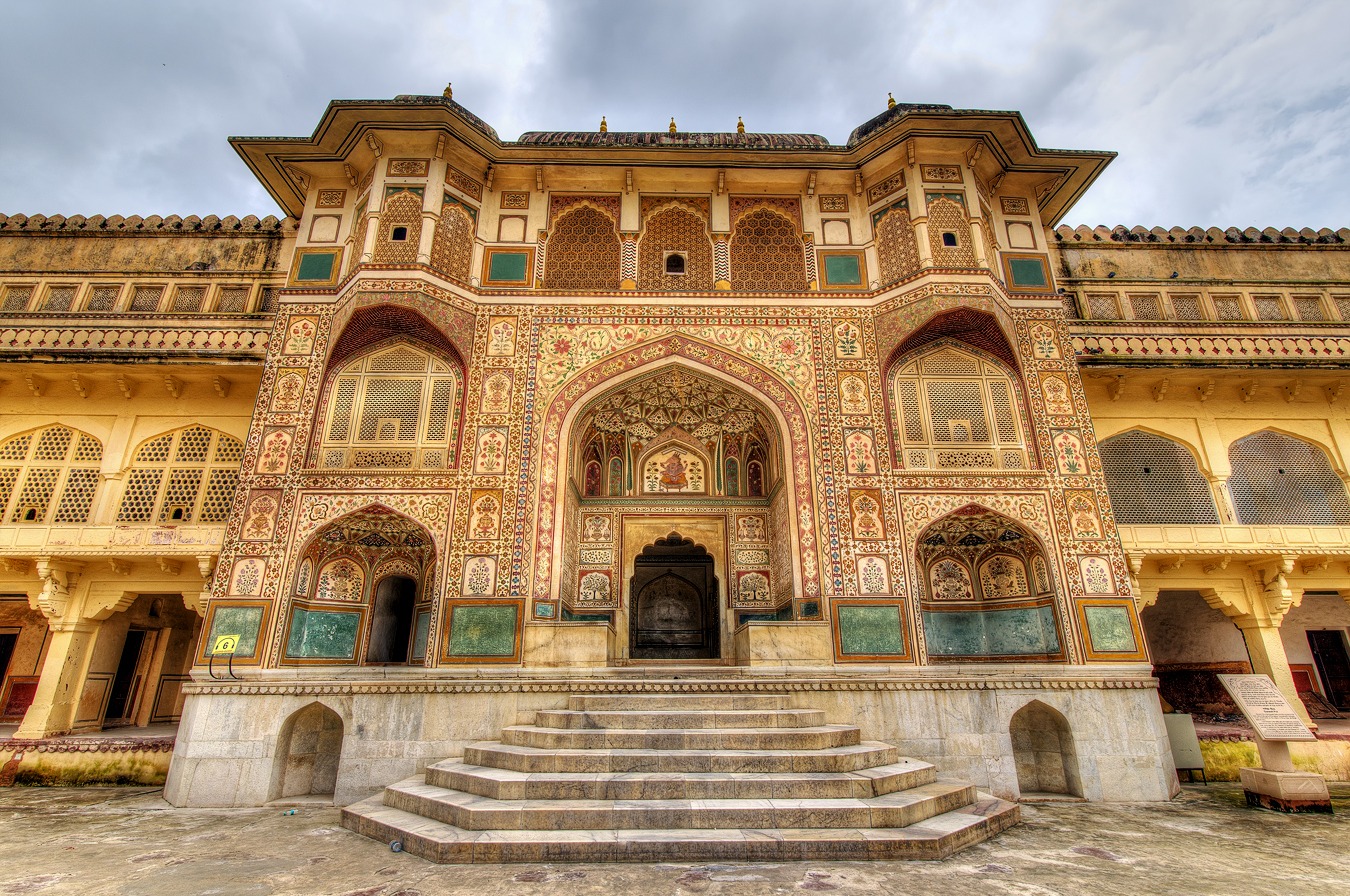
La porte de Ganesh.
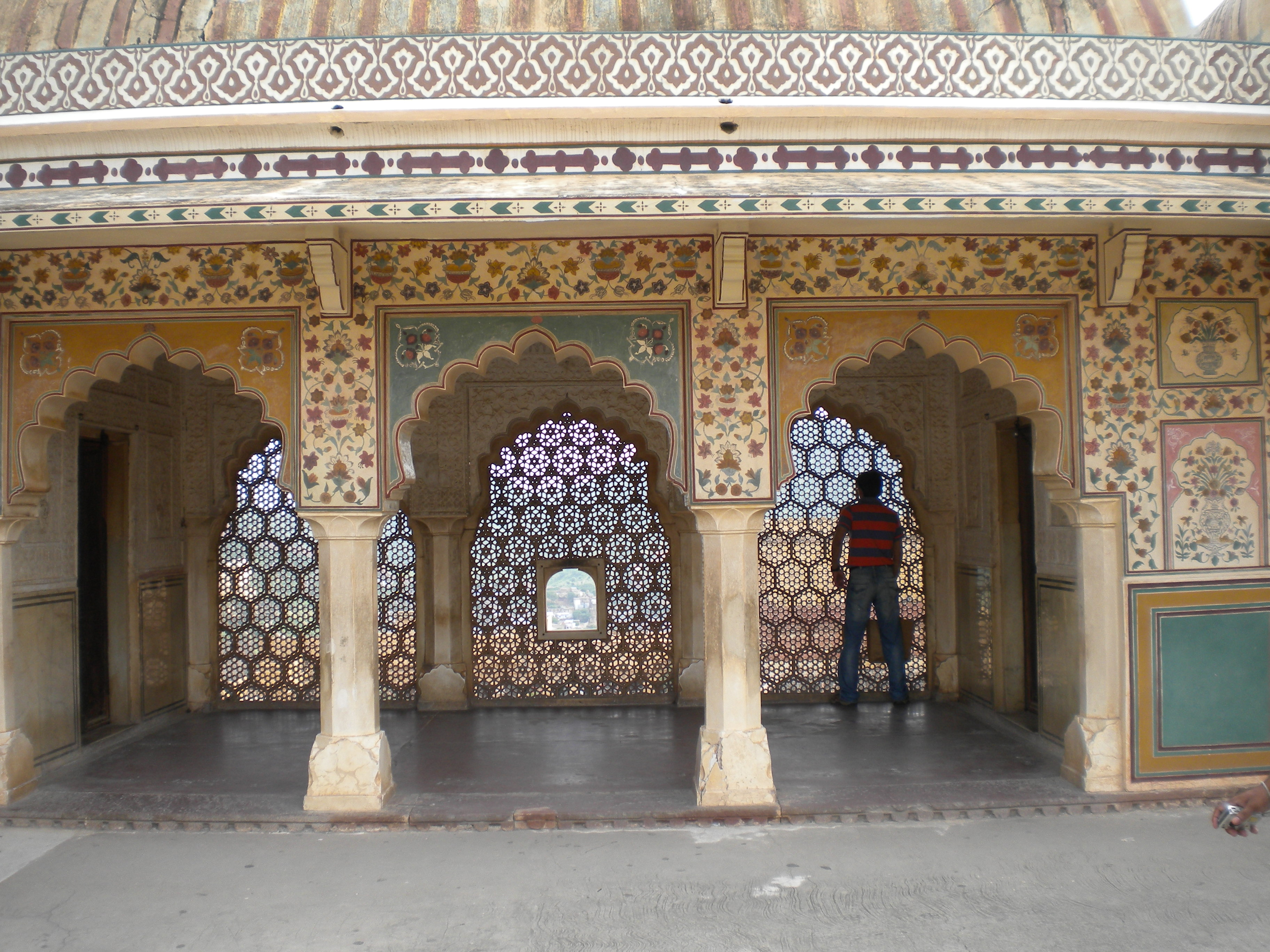
La galerie Suhag Mandir.

Un impressionnant escalier mène de Jalebi Chowk à l'enceinte du palais par la porte de Ganesh (Ganesh Pol), nommée d'après le dieu Hindou Ganesh, "qui aplanit toutes les difficultés de la vie". Cette porte conduit aux appartements privés des Maharajas. 
Érigés sur trois niveaux, les appartements royaux furent construits à la demande de Mirza Raja Jai Singh et décorés de nombreuses fresques. Au-dessus de la porte une galerie appelée Suhag Mandir permettait, grâce à des claustras de marbre appelés "jâlîs", aux dames de la famille royale d'observer sans être vues ce qui se passait lors des audiences au Diwan-i-Aam.
Le temple Sila Devi

Sur le côté droit de l’esplanade Jalebi Chowk, il y a un petit mais élégant édifice appelé Sila Devi (Sila Devi était une incarnation de Kali ou Durga). L'entrée de ce temple est close par une double porte couverte de plaques d'argent massif ornées de scènes en relief. La divinité principale à l'intérieur du sanctuaire est flanquée de deux lions d'argent.

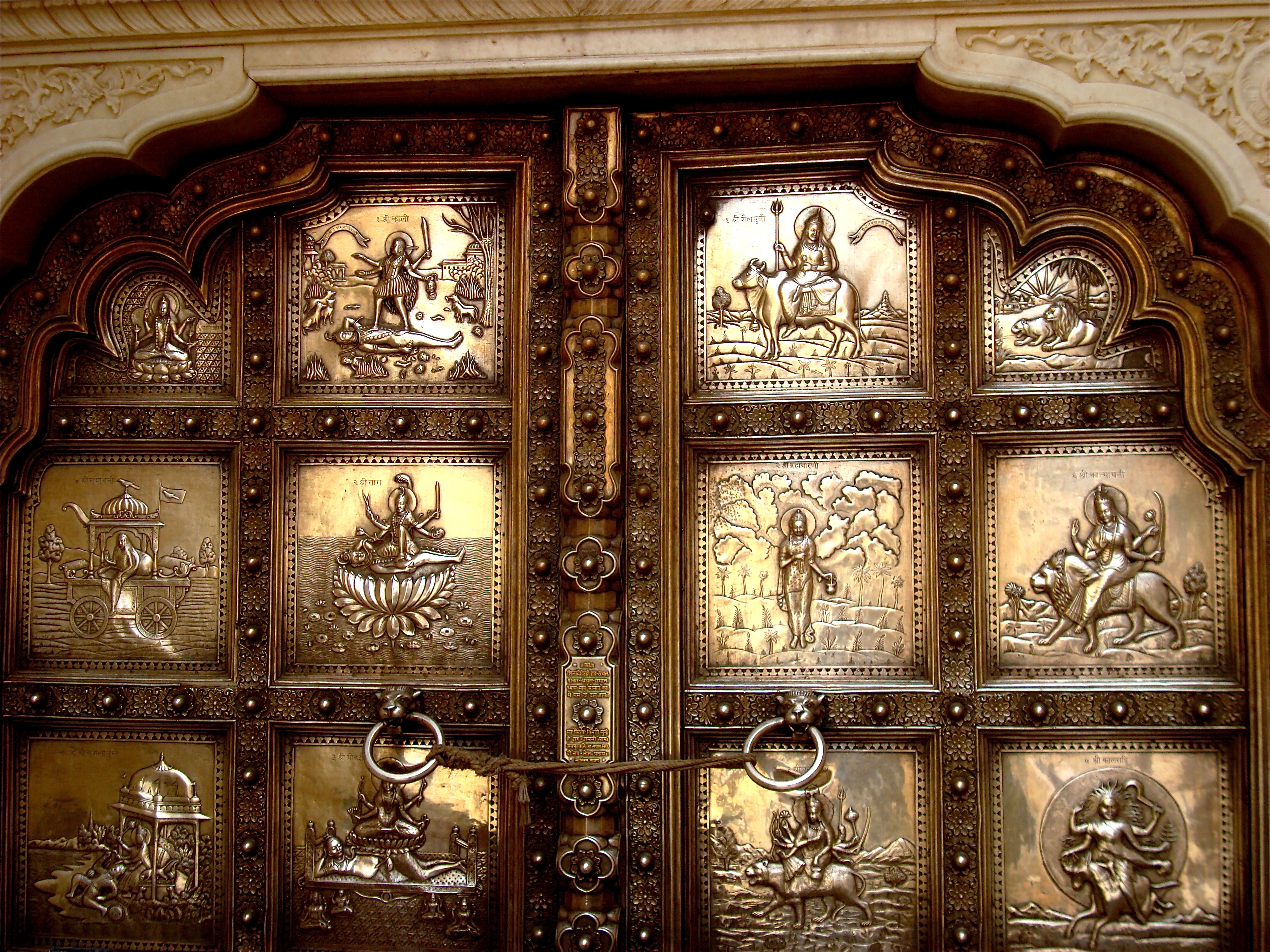
Porte d'entrée du temple de Sila Devi - Détail

La légende attribuée à l'installation de cette statue de la divinité raconte que le Maharaja Man Singh aurait demandé la bénédiction de Kali pour être victorieux avant la bataille contre le Raja de Jessore au Bengale. La déesse lui serait apparue en rêve et lui aurait ordonné d'extraire son image divine du fond de la mer, de l'installer dans un temple et de la vénérer. Le Raja, ayant remporté la bataille du Bengale en 1604, fit sculpter la statue d'une seule pièce dans un rocher marin et la fit placer dans le temple. À l'entrée du temple, il y a aussi une sculpture de Ganesh, taillée dans un seul morceau de corail.
Dans une autre version, ce serait le Raja Man Singh lui-même qui, après avoir battu le Raja de Jessore, aurait reçu en cadeau une dalle de pierre noire. Cette dalle selon le Mahabharata, serait celle sur laquelle Kamsa immola les frères et sœurs aînés de Krishna. En échange de ce don, Man Singh aurait restitué son royaume au Raja de Bengale. Cette pierre a ensuite été utilisée pour sculpter l'image de Durga Mahishasuramardini, qui avait tué le roi-démon Mahishasura puis installé dans temple du fort. Le Sila Devi était adoré à partir de ce moment, comme représentant l'ascendance divine de la lignée Rajput de Jaipur. Cependant, leur déité de famille a continué à être Jamva Mata de Ramgarh.
Une autre pratique associée à ce temple concerne le sacrifice d'animaux pendant le festival de Navratri qui dure neuf nuit et dix jours. Un buffle et des chèvres auraient été sacrifiés le huitième jour de la fête devant le temple en présence de la famille royale et avec un grand rassemblement de fidèles. Cette pratique a été interdite par la loi en 1975. Ensuite pendant un temps, le sacrifice eut lieu dans l'enceinte du palais de Jaipur en privé, uniquement devant les proches de la famille royale. Aujourd'hui, la pratique du sacrifice animal a été totalement interdite dans le temple et les offrandes à la déesse ne sont plus que végétales.

#### Deuxième enceinte

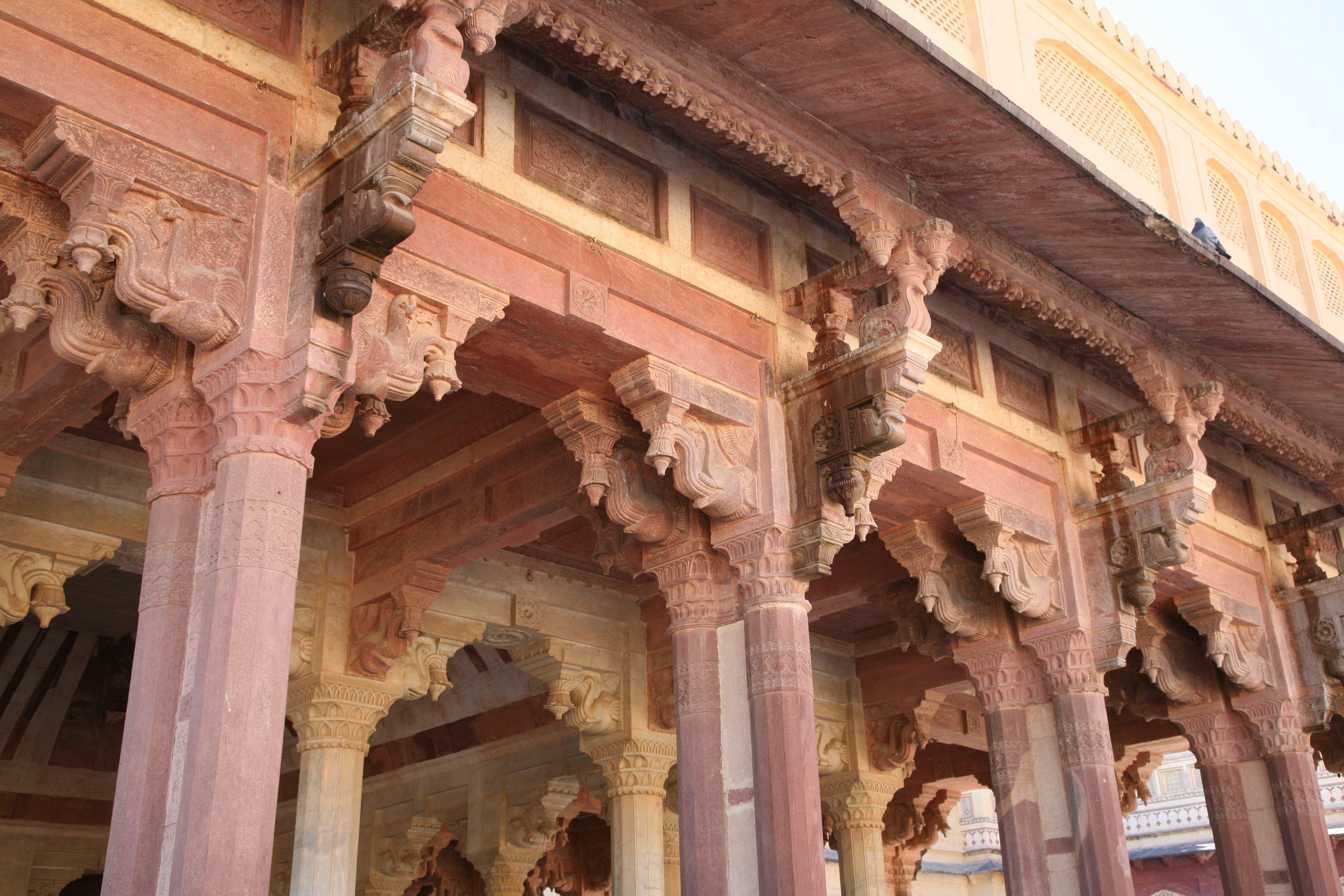
Chapiteaux à tête d'éléphant de la colonnade du Diwan-i-Aam

La seconde cour est située en haut de l'escalier principal venant de la première cour. Le Diwan-i-Aam  ou salle des audiences publiques, est une plate-forme surélevée avec 27 colonnes, dont chacune est surmontée d'un chapiteau en forme d'éléphant, soutenant des galeries. Comme le nom le suggère, le raja en ce lieu entendait les doléances et recevait les pétitions de son peuple.

#### Troisième enceinte
La troisième cour est l'endroit où se situent les quartiers privés du Maharaja, de sa famille et de ses proches. On entre par la Porte de Ganesh ou Ganesh Pol toute ornée de mosaïques et de sculptures. Deux bâtiments, l'un en face de l'autre, sont séparés par un jardin aménagé à la mode des jardins moghol. Le bâtiment à gauche de la porte d'entrée est appelé le Palais des miroirs ou Jai Mandir car il est orné de panneaux de verre et de miroirs en incrustation aux murs et aux plafonds. Les miroirs peints, colorés et convexes multipliaient la lueur des chandelles, seul moyen d'éclairage à l'époque. Le palais des miroirs, aussi appelé Sheesh Mahal est un coffre à bijoux resplendissants dans la lumière des chandelles. Le Sheesh mahal a été érigé sous le roi Man Singh au XVIe siècle et achevé en 1727, l'année de la fondation de l'État de Jaipur. La plupart de ses décors se sont détériorés au cours de la période 1970-80 ce qui a nécessité ensuite un important travail de restauration et de rénovation. Les murs sont en marbre à panneaux sculptés. La salle offre une vue imprenable sur le lac Maota.
Le bâtiment à l'opposé de Jai Mandir est le Sukh Niwas ou Sukh Mahal (palais de Plaisir). On y accède par une porte sculptée en bois de santal. Les murs sont décorés de panneaux en marqueterie de marbre ajourés de niches appelées "chînî khâna". Un réseau d'adduction d'eau coule à travers un canal à ciel ouvert qui traverse l'édifice, conservant ainsi une relative fraîcheur à ce palais. L'eau du canal coule ensuite dans le jardin.
La magie de la fleur
Le palais des miroirs présente une œuvre remarquable appelée la fleur magique. Il s'agit d'un panneau de marbre sculpté à la base de l'un des piliers, celui représentant deux papillons voltigeant ; la fleur est composée de sept motifs uniques, (queue de poisson, lotus, cobra , trompe d'éléphant, queue de lion, épi de maïs et scorpion), chacun n'étant visible qu'en masquant partiellement le reste du panneau avec les mains.
Palais de Man Singh I
Au sud de cette cour se trouve le palais de Man Singh I, qui est la partie la plus ancienne du château fort. Le palais a nécessité 25 ans de travaux pour sa construction. Il a été achevé en 1599, pendant le règne de Raja Man Singh I (1589-1614). 

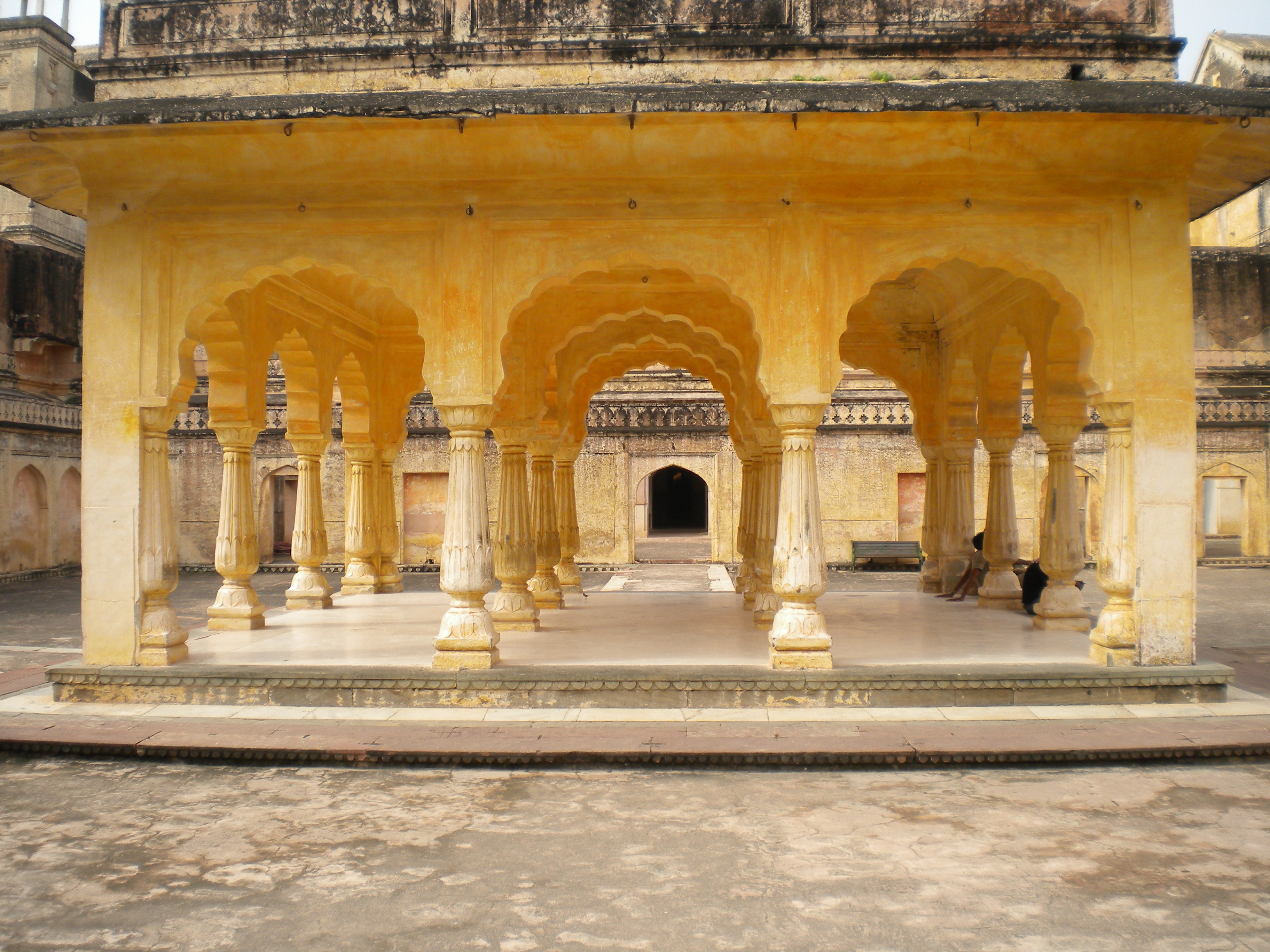
Le pavillon Baradari.

C'est le palais principal. Dans la cour centrale se trouve un pavillon baradari (en), édifice à colonnes traditionnellement composé de 12 portes, 3 sur chacun de ses 4 côtés; des fresques et des carreaux colorés ornent le sol et les étages supérieurs. Ce pavillon (qui était muni de rideaux pour protéger l'intimité) était le "boudoir" des maharanis. Chaque côté du pavillon fait face à plusieurs petites chambres avec balcons. Vers l'extérieur, une sortie du palais mène directement à la ville d'Amer, ses nombreux temples, palais et mosquées.
Jardin

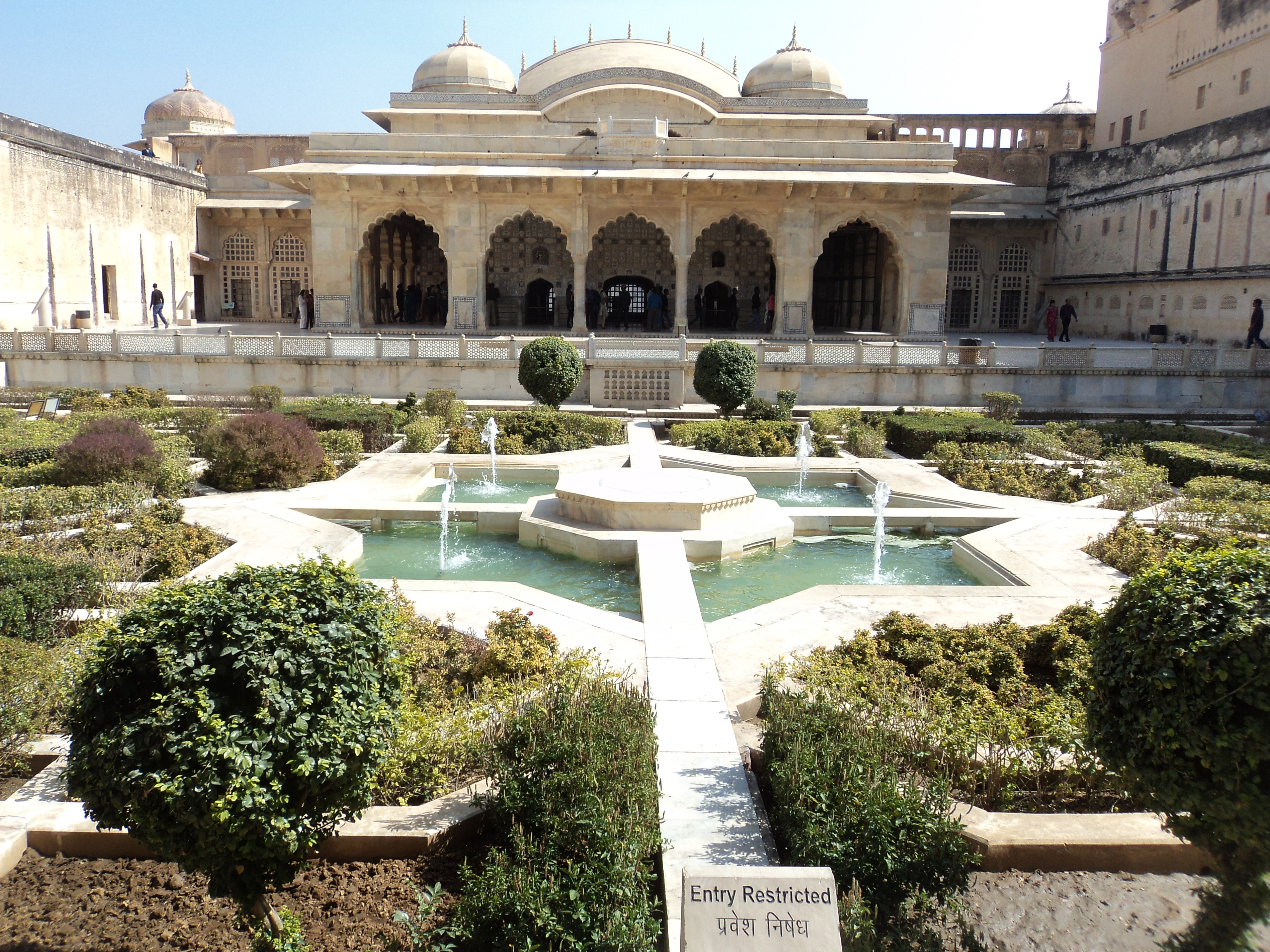
Le bassin en étoile

Le jardin situé entre le Jai Mandir à l'est et le Sukh Niwas à l'ouest qui le dominent, a été construit par Mirza Raja Jai Singh (1623-68). Il est aménagé selon les critères architecturaux persans du Chahar bagh ou des jardins moghols. Comportant des motifs hexagonaux, il est parcouru d'étroits canaux bordés de marbre autour d'un bassin en étoile avec une fontaine au centre. L'eau coule en cascades depuis la Sukh Niwas et aussi par la cascade de canaux qui proviennent du Jai Mandir.
-Porte Tripolia
Tripolia signifie trois portes. Ce vestibule donne accès au palais de l'ouest. Il s'ouvre dans trois directions, vers Jaleb Chowk, vers le palais de Man Singh et vers Zenana Deorhi au sud.
-Porte des lions
La porte des lions, ainsi nommée pour suggérer la force, était autrefois gardée. Elle conduit à des quartiers privés dans l'enceinte du palais. Construite pendant le règne de Sawai Jai Singh (1699-1743), elle est ornée de fresques. Son plan est en zigzag pour faciliter la défense en cas d'attaque.

#### Quatrième enceinte
Dans la quatrième enceinte se trouve le palais du Zenana des épouses royales, des concubines et des maîtresses. Ce palais est composé de nombreux appartements. Le roi pouvait se rendre chez l'une des femmes sans que les autres le sachent, tous les appartements ouvrant sur un couloir commun.
Les reines mères et les princes ont vécu dans cette partie du palais Zanani Deorhi, avec les femmes de leurs suites. Les reines mères étaient toujours très impliquées dans l'édification de temples dans la ville d'Amer.
Le Jas Mandir ou salle des audiences privées décorée d'incrustations de verre et de bas-reliefs en albâtre est également situé dans cette enceinte.

## Conservation
La ville d'Amber, qui est partie intégrante et inévitable point d'entrée du fort est maintenant une ville historique et son économie dépend essentiellement de l'afflux des touristes (de 4 000 à 5 000 par jour pendant la haute saison touristique). La ville renferme dix-huit temples hindous, trois temple Jain et trois mosquées. 
Les travaux de conservation entrepris dans l'enceinte du fort par l'Amer Development and Management Authority (ADMA) pour un coût de près de 9 millions de dollars, ont été l'objet de polémiques sur leur capacité à maintenir et à conserver l'authenticité et les caractéristiques de l'architecture des anciennes structures. Une autre question qui a été soulevée est celle des droits commerciaux sur le site.
Lors du tournage d'un film, des éléments architecturaux vieux de 500 ans, ainsi que la toiture du Chand Mahal ont été endommagés et de grandes quantités de sable introduites dans Jaleb Chowk, dans une indifférence totale et en violation de la loi de 1961 protégeant les monuments, sites archéologiques et antiquités du Rajasthan.
Les autorités judiciaires de la ville de Jaipur sont intervenues et ont arrêté le tournage du film en concluant que "malheureusement, non seulement le public, mais aussi les autorités sont devenues aveugles, sourds et muets devant l'appât du gain" et ont déploré que des monuments historiques protégées soient uniquement considérés comme "une source de revenus".

## Le sort préoccupant des éléphants
En 2005, 87 éléphants vivaient à l'intérieur du fort. Plusieurs organismes, dont le Conseil indien du Bien-être animal, ont mis en évidence des faits de mauvais traitements et de malnutrition et s'élèvent contre le transport des flots de touristes à dos d'éléphants jusqu'à l'enceinte du fort, pratique qu'ils considèrent comme étant inhumaine,. L'organisation PETA ainsi que l'autorité centrale du zoo ont été sensibilisées sur cette grave question. 
Le Haathi gaon (le village des éléphants) ne respecterait pas les principes de l'élevage en captivité des animaux et une équipe du PETA a trouvé des éléphants enchaînés avec des entraves munies de pointes, ainsi que des animaux aveugles, malades ou blessés obligés de travailler quand même, ainsi que des éléphants aux oreilles mutilées et aux défenses coupées.

## Galerie

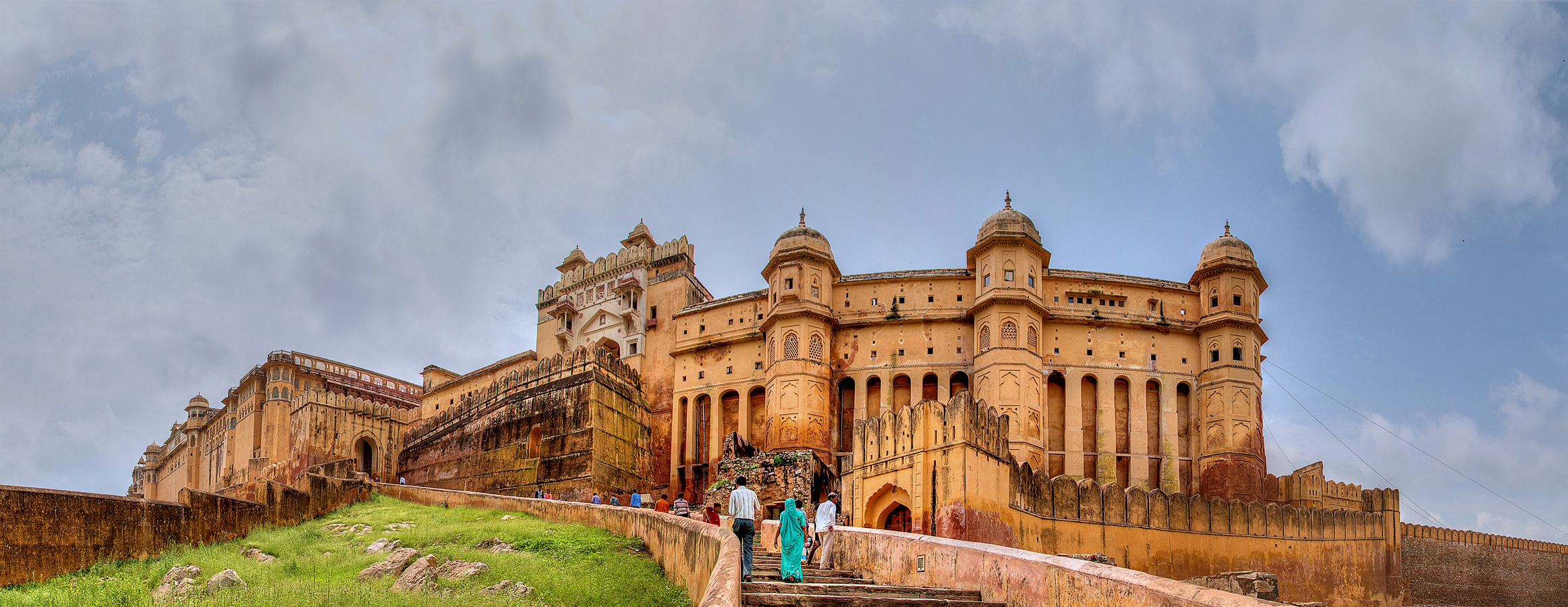
Vue panoramique de Fort Amber.
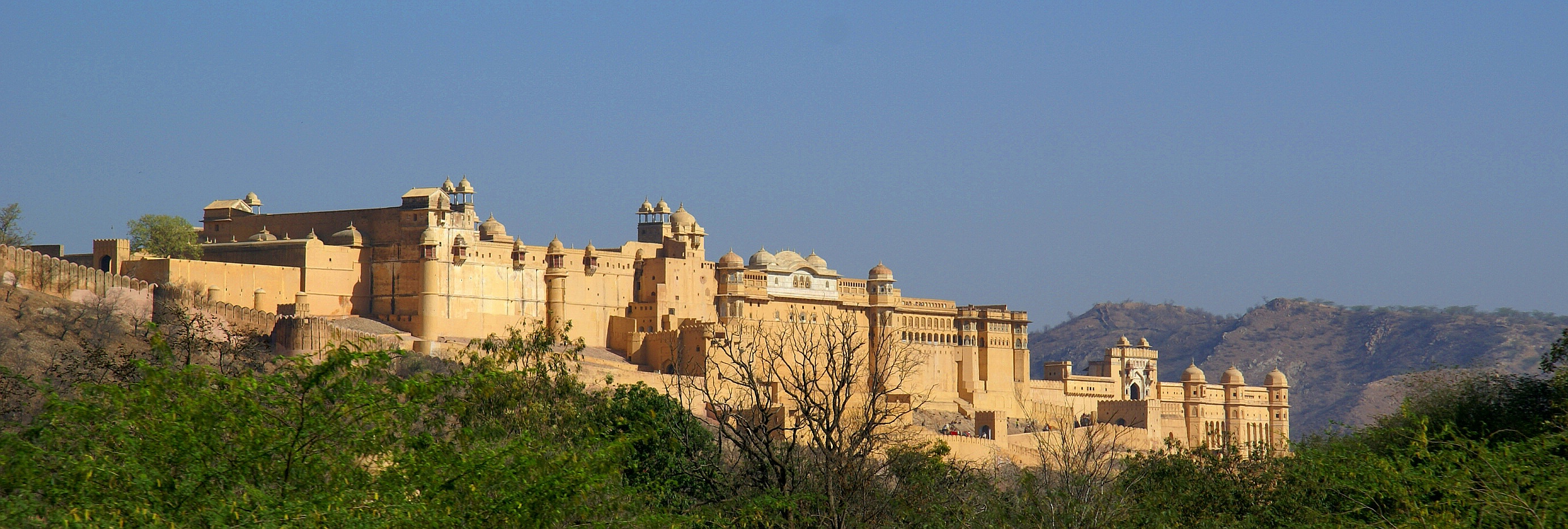
Fort Amber vu de la route au petit matin.
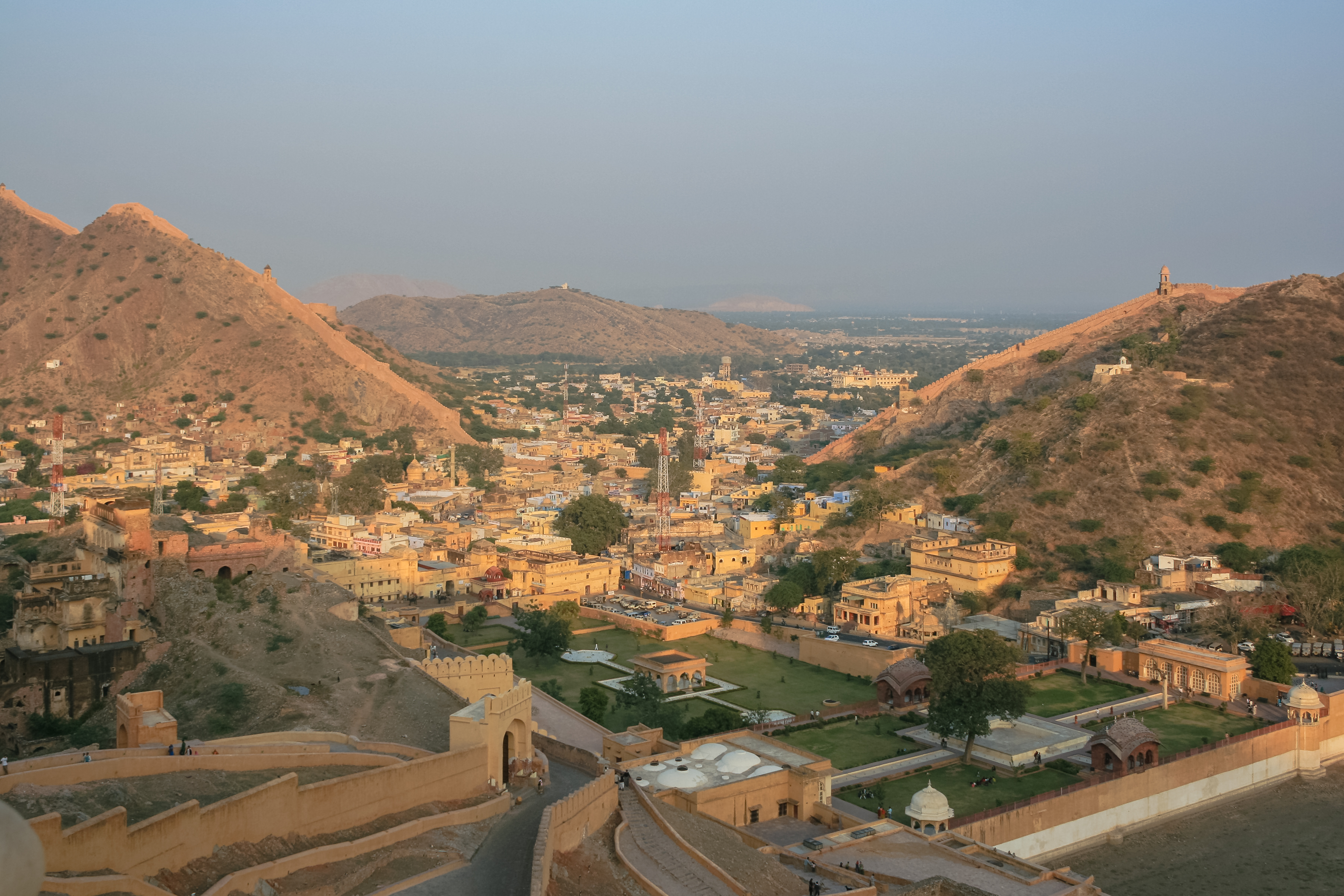
Vue sur la vieille ville d'Amber depuis le fort.
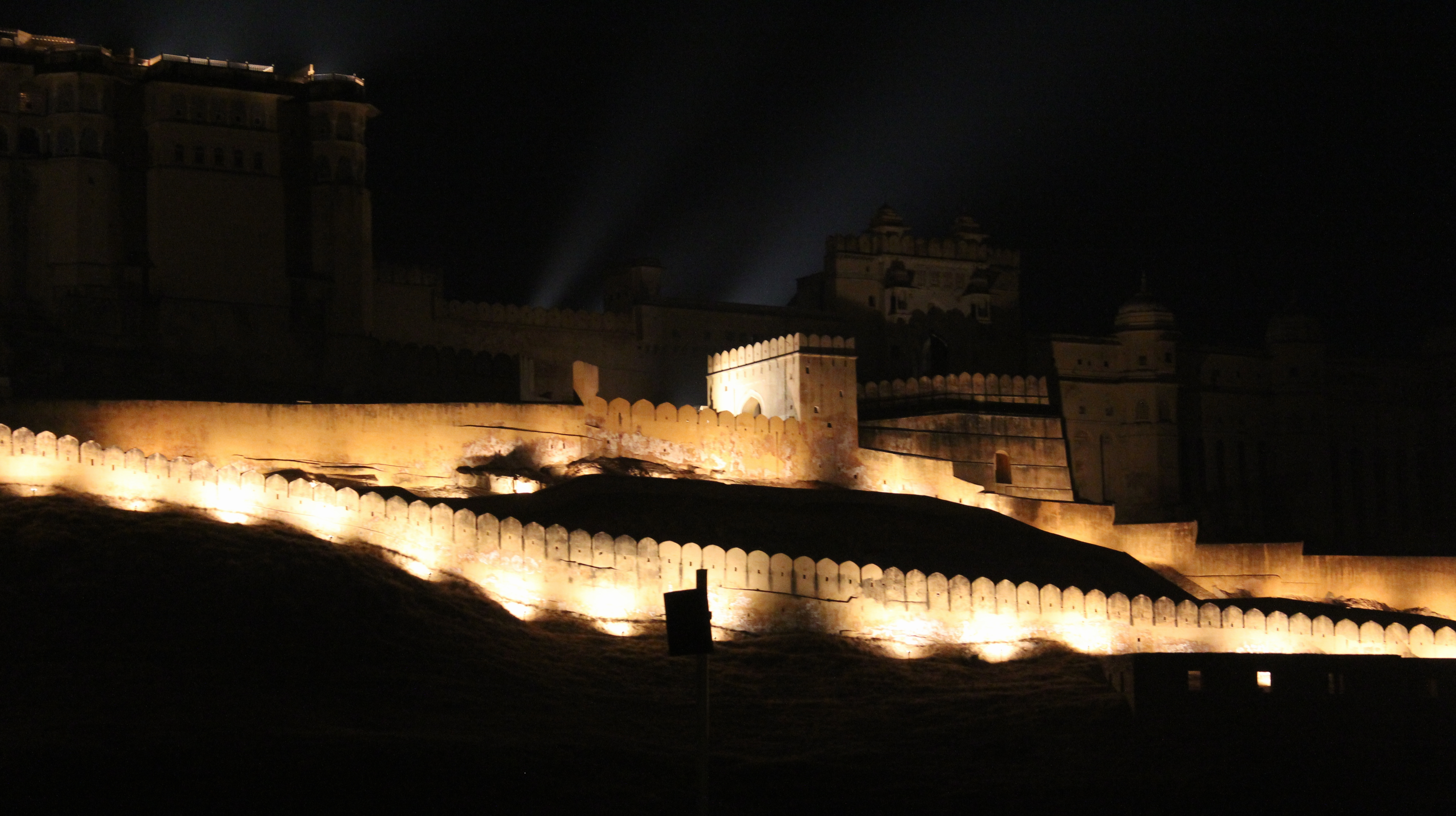
Fort Amber illuminé la nuit.
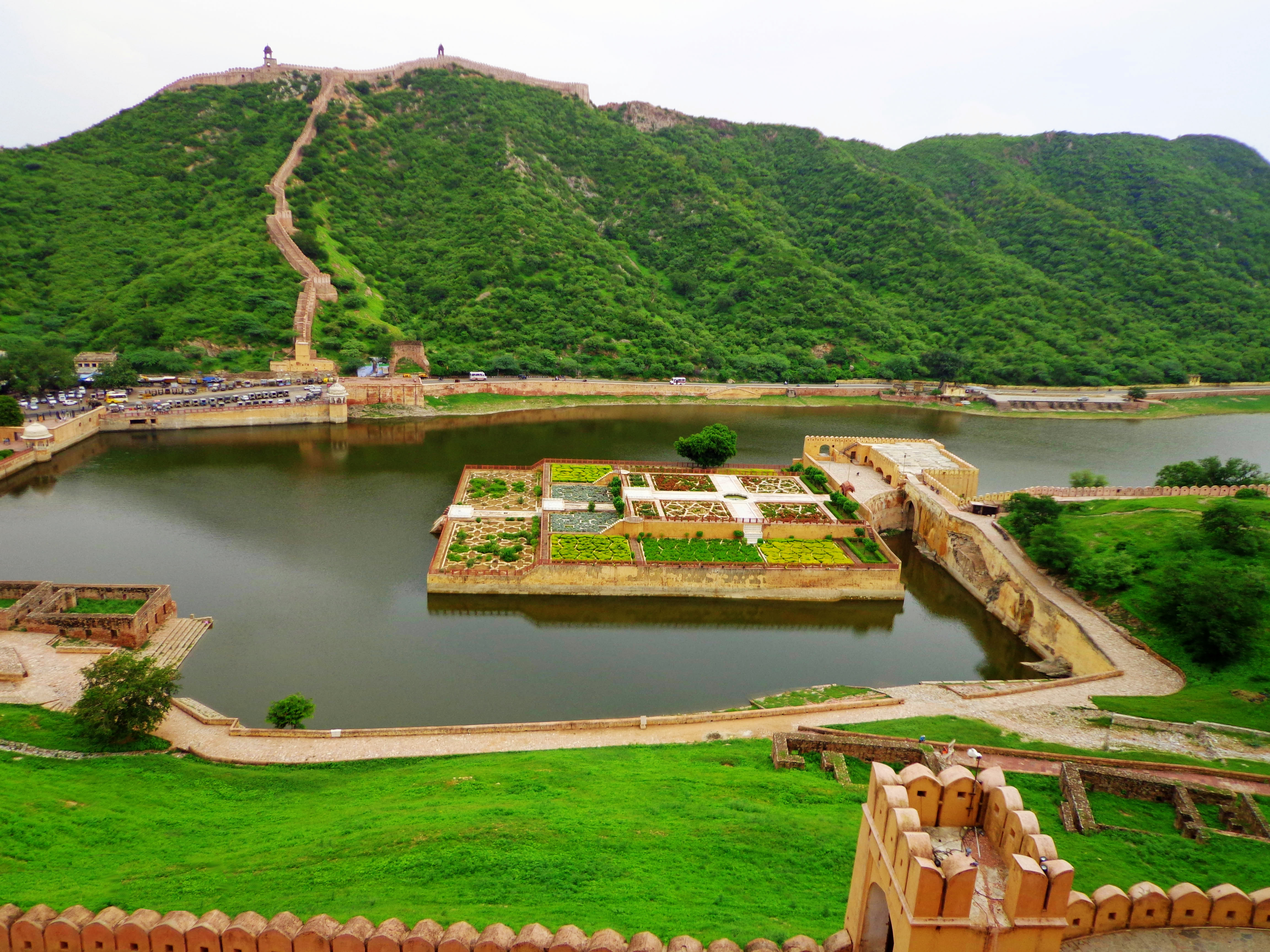
Le Lac Maota et le jardin safran.
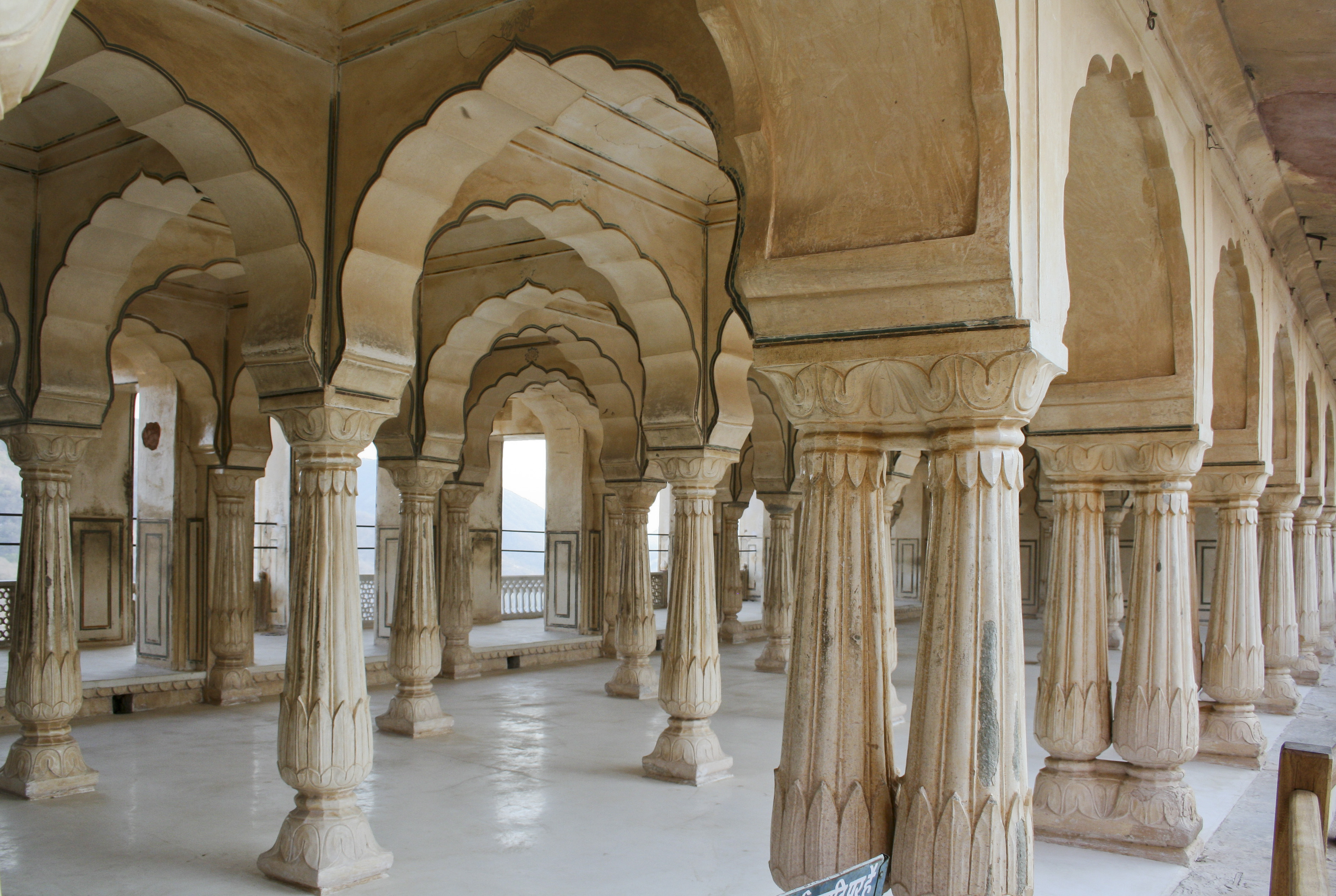
Le Diwan-i-Khaas (salle des audiences privées).
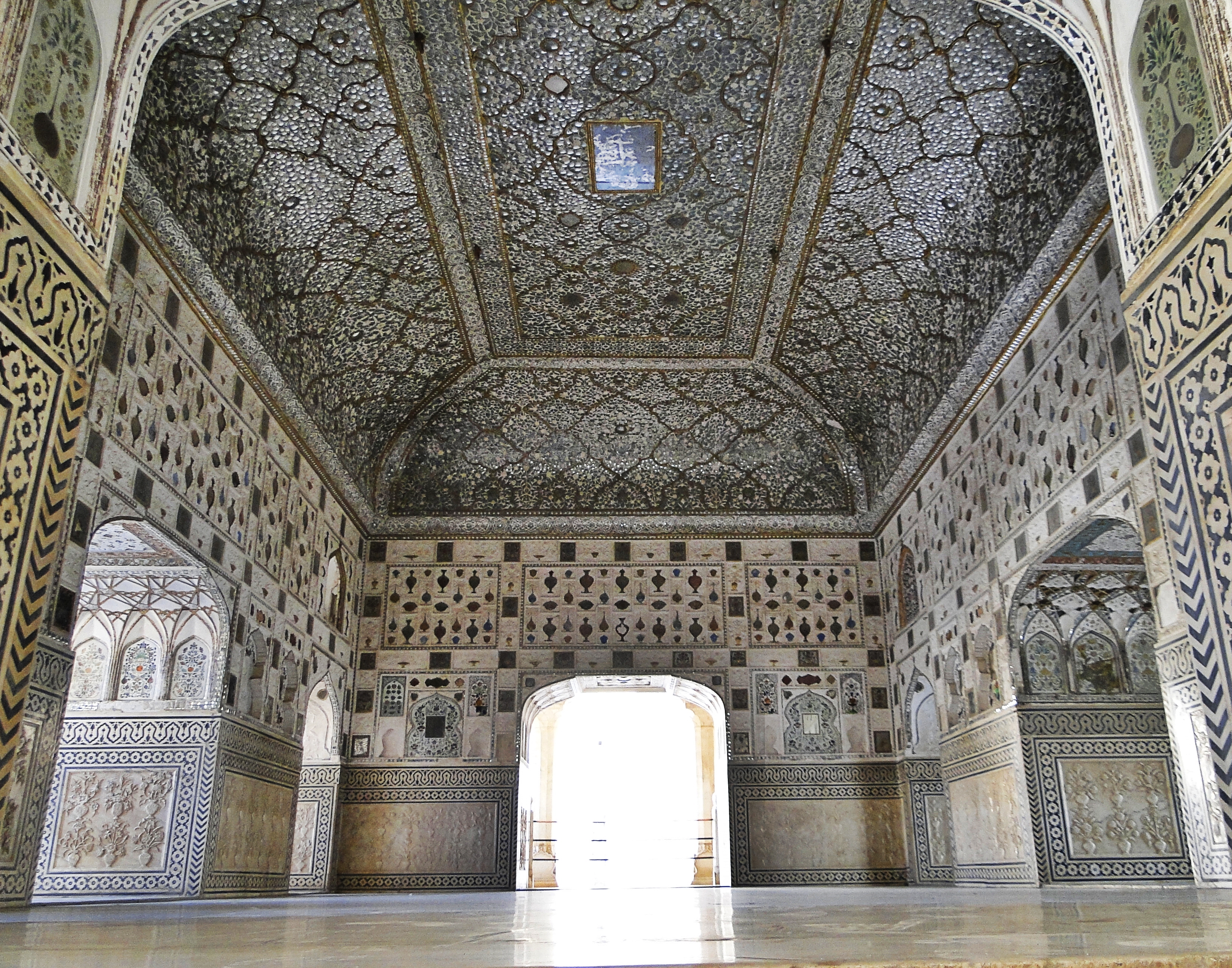
Le palais des miroirs.
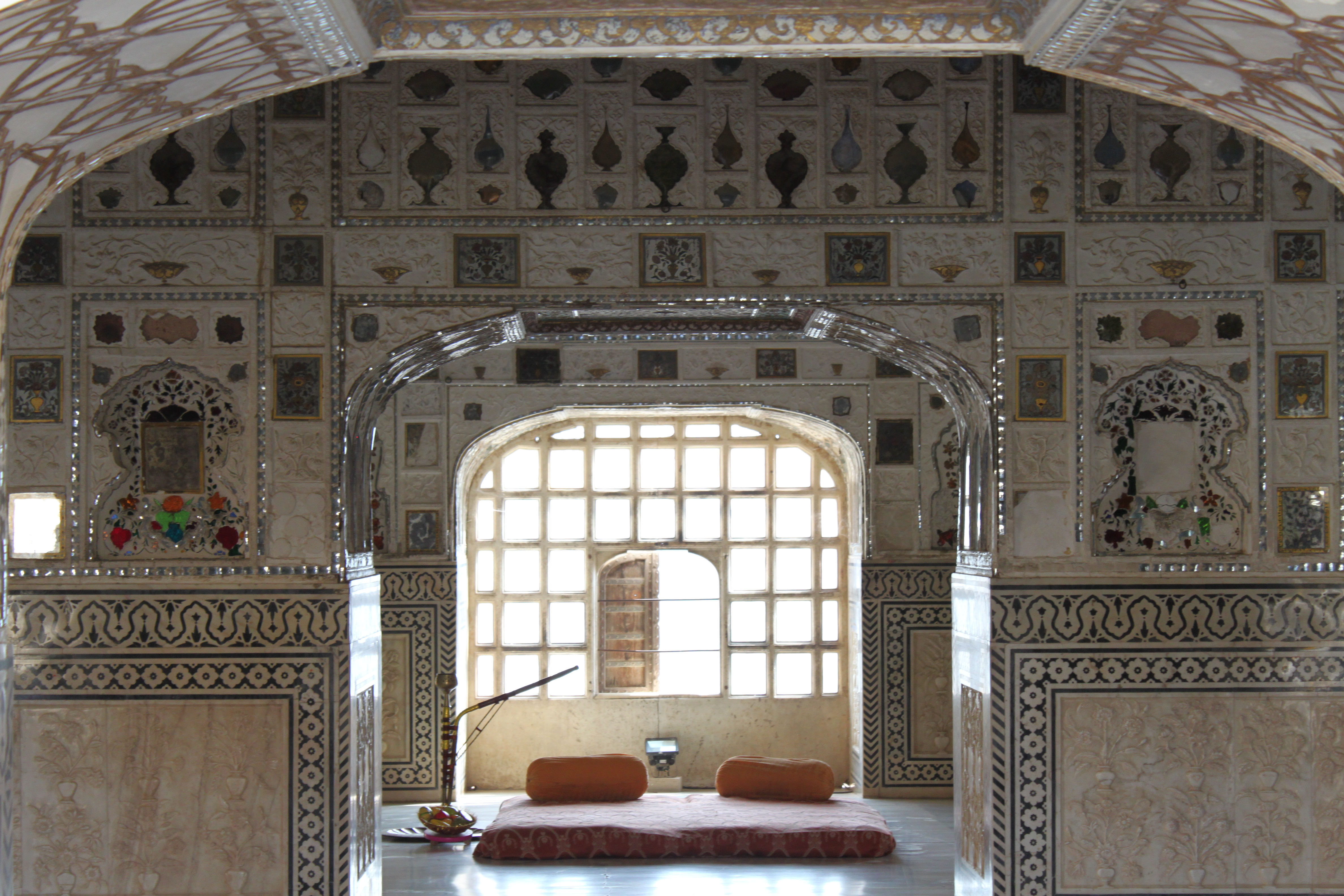
Le palais des miroirs.
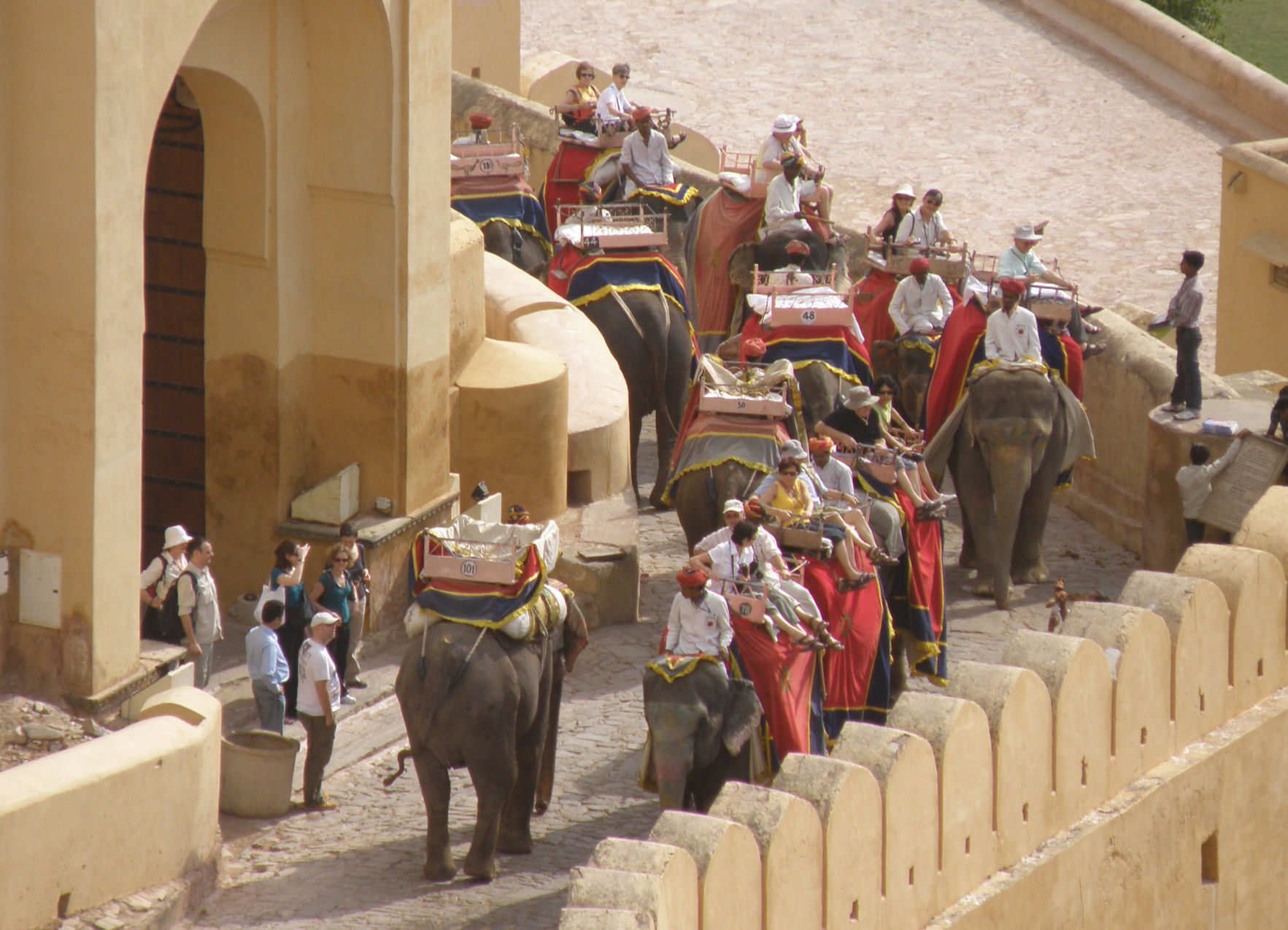
Le va-et-vient des "éléphants-taxis".